# Déclaration de Tachkent

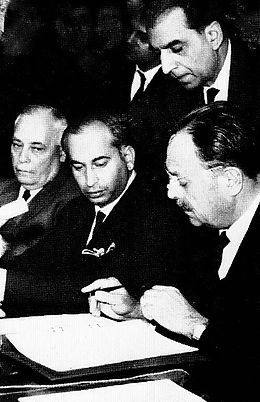
Aziz Ahmed (derrière, debout) regarde Ayub Khan signer la déclaration de Tachkent le 10 Janvier 1966.

La déclaration de Tachkent est un traité de paix signé entre le Pakistan et l'Inde, qui met fin à la deuxième guerre indo-pakistanaise, qui a duré d'août à fin septembre 1965 et a abouti à un statu quo. Elle est signée par les deux pays le 10 janvier 1966 à Tachkent, ville alors située dans la République socialiste soviétique d'Ouzbékistan. L'Union soviétique a joué un important rôle dans son élaboration, jouant sur l'influence qu'elle a sur les deux pays. 
L'accord est signé par les dirigeants respectifs des deux pays : le Premier ministre indien Lal Bahadur Shastri et le président pakistanais Muhammad Ayub Khan. Il prévoit un retour aux frontières de 1949 qui partageaient le Cachemire en deux, ainsi que le reprises des relations économiques et diplomatiques. Il sera fortement critiqué dans les deux pays en question. Au Pakistan, on reproche un abandon du Cachemire et en Inde, on reproche l'absence d'un engagement de non agression.